# Rév Erika
Szapor Józsefné Rév Erika (Budapest, 1919. május 17. – Budapest, 1987. december 13.) bíró, családjogász, jogtörténész, az állam- és jogtudományok kandidátusa (1966).

## Élete és munkássága
1937-ben érettségizett, majd cukrászatot tanult. 1945 júliusától a Magyar Kommunista Párt központjában volt oktatási és kulturális feladatkörben tudományos referens. Ő lett az első Kossuth-díj Bizottság titkára. Munka mellett 1949-ben doktorált a budapesti tudományegyetem jogi karán. 1949–51 között a Külügyminisztériumban Kállai Gyula miniszter személyi titkára volt.
1951-től bírósági fogalmazó, 1953-tól bíró, 1958-tól 1980-as nyugdíjba vonulásáig a budapesti II-XI-XII. Kerületi Bíróság elnöke volt. Családjogi (válóperes) ügyeket tárgyalt. Levéltári anyagok alapján feldolgozta a magyar családjog fejlődését és a válások jogának történelmi változásait 1895-től napjainkig.

## Tisztségei
- A Demokratikus Jogásznők Nemzetközi Szövetségének elnökségi tagja

## Főbb művei
- A védelem szerepe a népbiztos-perben (Századok, 1967/3.)
- A népbiztosok pere (Budapest, 1969)
- A család jogi kézikönyve (szerk., s a családjogi rész szerzője, Budapest, 1975)
- Mindennapos családi ügyeink (Budapest, 1979)
- Válóperek krónikája (Budapest, 1986)